# 2003 en tennis
| Années du tennis : 2000 - 2001 - 2002 - 2003 - 2004 - 2005 - 2006    |
| Décennies du tennis : 1970 - 1980 - 1990 - 2000 - 2010 - 2020 - 2030 |

Cet article résume les faits marquants de l'année 2003 dans le monde du tennis.

## Décès
- 13 mars : Ingo Buding, 61 ans, quart de finaliste à Roland-Garros en 1965
- 12 août : Christian Boussus, 95 ans, joueur français, finaliste à Roland-Garros en 1931
- 23 septembre : Althea Gibson, 76 ans, joueuse américaine, première Noire à avoir remporté un tournoi du Grand Chelem
- 28 octobre : Sachiko Kamo, 77 ans, première joueuse japonaise à avoir disputé un tournoi du Grand Chelem